# Niemieckie Towarzystwo Ornitologiczne
Niemieckie Towarzystwo Ornitologiczne (niem. Deutsche Ornithologische Gesellschaft) – jedno z najstarszych towarzystw naukowych na świecie, założone w 1850 roku, mające na celu wspieranie badań ornitologicznych. Oficjalnym czasopismem naukowym Niemieckiego Towarzystwa Ornitologicznego jest wydawany w języku angielskim „Journal of Ornithology” (niem. „Journal für Ornithologie”).